# Colin Ireland
Colin Ireland (Dartford, 16 marzo 1954 – Wakefield, 21 febbraio 2012) è stato un serial killer britannico, noto con l'appellativo di "L'assassino dei gay".

## Primi anni
Colin Ireland nacque a Dartford, nel Kent, da una coppia di adolescenti non sposati. Poco dopo la sua nascita, suo padre lasciò la famiglia ed ancora oggi non si ha la certezza sulla paternità di Colin. Fu cresciuto da sua madre, che viveva di stenti, e spesso fecero trasferimenti. All'inizio degli anni '60 la madre si sposò e rimase incinta, dopodiché divorziò e nel 1966 si risposò. Durante gli anni '60, Ireland viveva a Sheerness, nel Kent; durante l'adolescenza, fu recluso in un Riformatorio giudiziario per furto e per aver deliberatamente incendiato la proprietà di un residente. All'età di 17 anni, venne condannato per rapina; riuscì a fuggire ma venne subito catturato e reintrodotto in riformatorio.

## Età adulta
Dopo il rilascio, Ireland svolse diversi lavori manuali; nel dicembre del 1975 fu protagonista di furto d'auto, vari danni criminali e due furti con scasso, per il quale fu condannato a 18 mesi di reclusione. Venne rilasciato nel novembre 1976 e si trasferì a Swindon, nel Wiltshire; qui conobbe e visse con una donna delle Indie occidentali ed i suoi figli per alcuni mesi. Nel 1977, fu condannato a 18 mesi di reclusione per estorsione. Nel 1980 fu nuovamente accusato di rapina e condannato a due anni di prigione.
Nel 1982, Ireland sposò Virginia Zammit; la coppia e sua figlia vivevano nel quartiere di Holloway, a Londra e nel 1987 divorziarono dopo che lui scoprì la moglie compiere adulterio. Nel 1989, nel Devon, sposò Janet Young; lui si mostrò violento nei confronti di Janet ed all'inizio degli anni '90 si separarono. Ireland si trasferì a Southend-on-Sea, dove divenne senzatetto e visse in un ostello. Successivamente si trasferì in un appartamento in città e cominciò a frequentare il pub Coleherne, un locale gay di Earl's Court a Londra, dove in seguito incontrò le sue vittime.

### Le vittime
| Nome              | Anni | Luogo ritrovamento | Data ritrovamento |
| ----------------- | ---- | ------------------ | ----------------- |
| Peter Walker      | 45   | Battersea          | 10 Marzo 1993     |
| Christopher Dunn  | 37   | Wealdstone         | 30 Maggio 1993    |
| Perry Bradley III | 35   | Kensington         | 7 Giugno 1993     |
| Andrew Collier    | 33   | Dalston            | 7 Giugno 1993     |
| Emanuel Spiteri   | 41   | Catford            | 15 Giugno 1993    |

## Processo, condanne e reclusione
Poco prima dell'ultimo omicidio, la polizia constatò Ireland e Spiteri venir filmati da una telecamera di sicurezza, posta lungo la linea ferroviaria di Charing Cross. L'arresto arrivò per Ireland circa un mese dopo.
Ireland venne inizialmente accusato degli omicidi di Collier e Spiteri ed in seguito confessò gli altri tre omicidi. Dichiarò alla polizia di non aver nulla contro i gay, ma li prese di mira perché erano obiettivi facili. Ireland finse di essere gay per attirare le sue vittime e, dopo averli uccisi, ammise di averli derubati poiché ai tempi era disoccupato.
Il 20 dicembre 1993, Ireland venne condannato all'ergastolo, presso il penitenziario di Wakefield, nel West Yorkshire. Il 21 Febbraio 2012, Ireland venne trovato morto nella sua cella, a causa di una Fibrosi polmonare.